# Rich Snippets
Als Rich Snippets (engl. „reichhaltige Schnipsel“) werden in der Suchmaschinentechnologie zusätzliche, kleine Inhaltsauszüge von Webseiteninhalten auf den Suchergebnisseiten Search Engine Result Pages (SERP) von Suchmaschinen wie Google, Yahoo und Bing bezeichnet. Anhand dieser Rich Snippets können Nutzer bereits im Voraus erkennen, ob die im Suchergebnis aufgelisteten Websites für ihre weitere Suche relevant sind. Durch die Verwendung von Rich Snippets soll den Nutzern bei bestimmten Suchanfragen geholfen werden, indem die gesuchten Informationen visuell ansprechend (und dadurch leichter verständlich) dargestellt werden.
Im Gegensatz zu herkömmlichen Snippets, die als kurze Textangabe unter den jeweiligen Suchergebnissen erscheinen, beinhalten Rich Snippets Erweiterungen wie Bilder oder zusätzliche Informationen wie eine Sternbewertung oder Produktpreise der betreffenden Website.

## Einführung
Am 12. Mai 2009 führte die Suchmaschine Google die Rich Snippets ein. Im April 2012 gab Google bekannt, dass Rich Snippets für Produkte weltweit unterstützt werden.

## Umsetzung auf Websites
Damit Webseiteninhalte als Rich Snippets in Suchergebnislisten angezeigt werden können, müssen diese mit strukturierten Daten versehen werden. Strukturierte Daten geben Suchmaschinen konkrete Hinweise zur Bedeutung von Webseiteninhalten und helfen dabei, diese zu klassifizieren. Üblicherweise erfolgt die Auszeichnung strukturierter Daten auf Webseiten mithilfe der standardisierten Typen von Schema.org. Aktuell bietet Schema.org 811 verschiedene Typen zur Beschreibung von Inhalten an, wobei nur eine Auswahl davon von Google für Rich Snippets verwendet wird. Für die Auszeichnung der Metadaten sind seitens Schema.org die Formate Microdata, RDFa oder JSON-LD vorgesehen. Websites, die strukturierte Daten korrekt implementieren, können laut Google von einer erhöhten Sichtbarkeit und höheren Klickraten profitieren.

### Unterstützte Typen
Die folgende Liste enthält eine Auswahl der von Google unterstützten Typen strukturierter Daten, die zur Darstellung von Rich Snippets genutzt werden können.
| Beispiele für Rich-Snippet-Typen | Beispiele für Rich-Snippet-Typen | Beispiele für Rich-Snippet-Typen |
| -------------------------------- | --- | -------------------------------- |
| Artikel                          | Nachrichten-, Sport- oder Blogartikel können mit zusätzlichen Informationen in den Suchergebnissen angezeigt werden, wie Titel und Artikelbild.                                                                            |                                  |
| FAQ                              | Durch die Auszeichnung von FAQs können die Fragen und Antworten direkt auf der Suchergebnisseite angezeigt werden. |                                  |
| Lokales Unternehmen              | Organisationsdaten und andere Details zu einem Unternehmen oder Restaurant, die im Textkörper einer Webseite ausgezeichnet sind, können den Suchmaschinen beim Zuordnen der Standortdaten helfen.                          |                                  |
| Navigationspfad                  | Ein Navigationspfad (auch Breadcrumbs) besteht aus mehreren Links. Dieser Navigationspfad hilft den Nutzern, die Hierarchie einer Website zu verstehen und entsprechend auf der Website zu navigieren.                     |                                  |
| Produkt                          | Rich Snippets für Produkte werden dazu verwendet, Nutzern zusätzliche Informationen über ein bestimmtes Produkt bereitzustellen, wie Preis, Verfügbarkeit und Erfahrungsberichte.                                          |                                  |
| Rezept                           | Rich Snippets für Rezepte können Nutzern zusätzliche Informationen über bestimmte Kochrezepte wie Kochzeit oder Kalorienangaben bereitstellen. Eine Sternbewertung ist möglich.                                            |                                  |
| Sitelinks-Suchfeld               | Dieser Typ bietet die Möglichkeit, dass eine Suchleiste der eigenen Website direkt in den Suchergebnissen der Suchmaschine angezeigt wird und bei Nutzung auf der entsprechenden Zielseite der zugehörigen Website landet. |                                  |
| Software-App                     | Erfolgt eine Markierung von Informationen zu einer Software-App, kann die Suchmaschine diese erkennen und z. B. die Beschreibung, Bewertung und einen Link zur App anzeigen.                                               |                                  |
| Veranstaltung                    | Veranstaltungsinformationen wie Konzerte, die zu einem bestimmten Datum stattfinden, können mithilfe von Rich Snippets angezeigt werden.                                                                                   |                                  |
| Video                            | Das Video kann innerhalb der Suchergebnisse abgespielt werden. Der Nutzer kann hier bereits Titel, Thumbnail und Beschreibung einsehen.                                                                                    |                                  |

## Semantik von Rich Snippets
Rich Snippets ermöglichen es dem Webmaster, zusätzliche Bedeutungen in seinen Websites anzuzeigen. Solche Bedeutungen werden oft als Semantik bezeichnet. Der Trend zu solchen Codes existiert schon länger und wird global unter dem Stichwort Semantic Web diskutiert.